# Paul Stamets
Paul Edward Stamets (nascut el 17 de juliol de 1955) és un micòleg i empresari nord-americà que ven diversos productes de bolets a través de la seva empresa. És autor i defensor dels fongs medicinals i la micoremediació.
Per la seva gran popularitat, ha donat nom al personatge de ficció de Star Trek: Discovery Paul Stamets, un astromicòleg.

## Primers anys de vida
Stamets va néixer a Salem, Ohio. Va créixer a Columbiana, Ohio amb un germà gran, John, el seu germà bessó North i germans petits.
Va tenir la seva educació prèvia ala universitària a la Mercersburg Academy. Es va graduar a l'Evergreen State College d'Olympia, Washington amb una llicenciatura el 1979. Va començar la seva carrera al bosc com a talador. Té un doctorat honoris causa per la Universitat Nacional de Medicina Natural de Portland.

## Vida personal
Stamets està casat amb Carolyn "Dusty" Yao.

## Premis destacats
- Premi Bioneers de The Collective Heritage Institute (1998).
- Premi a les contribucions a la micologia aficionada de l'Associació nord-americana de micologia (2013).

## Interès micològic
Stamets atribueix al seu difunt germà, John, que va estimular el seu interès per la micologia, i va estudiar micologia com a estudiant de grau. Al no tenir una formació acadèmica superior a una llicenciatura, Stamets és en gran part autodidacta en el camp de la micologia.
Paul Stamets va rebre el premi Invention Ambassador (2014-2015) de l'Associació Americana per a l'Avenç de la Ciència (AAAS).

## A la cultura popular
Stamets té un paper important a la pel·lícula documental del 2019 Fantastic Fungi, i va editar el llibre oficial de la pel·lícula, Fantastic Fungi: Expanding Consciousness, Alternative Healing, Environmental Impact
El personatge del tinent comandant Paul Stamets de la sèrie de la CBS Star Trek: Discovery va rebre el nom del Stamet real. La versió fictícia és un astromicòleg i enginyer a bord de l' USS Discovery, i se li atribueix el descobriment de com navegar per una xarxa micelial a l'espai mitjançant una "unitat d'espores".

## Llibres
- Psilocybe Mushrooms & Their Allies (1978), Homestead Book Company ,ISBN 978-0-930180-03-4
- The Mushroom Cultivator: A Practical Guide to Growing Mushrooms at Home (1984), Paul Stamets i J Chilton, Agarikon Press,ISBN 9780961079802
- Growing Gourmet and Medicinal Mushrooms (1996), Ten Speed Premsa ,ISBN 978-1-58008-175-7
- Psilocybin Mushrooms of the World (1996), Ten Speed Press,ISBN 978-0-89815-839-7
- Mycelium Running: How Mushrooms Can Help Save the World (2005), Ten Speed Press,ISBN 978-1-58008-579-3)
- Fongs fantàstics: com els bolets poden curar, canviar la consciència i salvar el planeta (2019), Edicions Earth Aware,ISBN 978-1-68383-704-6 i ISBN 978-1683837046